# THAAD
El Terminal High Altitude Area Defense ( THAAD ), en català : Defensa Terminal d'Àrea de Gran Altitud, és un sistema de míssils antibalístics nord-americà, en servei des de 2008.
Està dissenyat per poder destruir míssils balístics d'abast mitjà o mitjà en la seva fase d'aproximació final xocant contra ells (« hit-to-kill » o " colpejar per matar "). El míssil no porta cap ogiva, només la seva energia cinètica permet la destrucció. THAAD va ser dissenyat originalment per abatre Scuds i míssils similars, però encara no ho ha fet amb un míssil balístic intercontinental (ICBM).

## Història
Inicialment destinat a servir a l'exèrcit dels EUA, el THAAD està, des de l'any 2012, sota la supervisió de l'Missile Defense Agency, la formació que la implementa depèn de la Air Defense Artillery Branch. La Marina dels Estats Units desplega un sistema similar, però per a l'entorn marí, l'anomenat Aegis Ballistic Missile Defense System.
La primera bateria de míssils terra-aire THAAD es va posar en funcionament el maig 2008,.
El 2014, les Forces Armades dels Emirats Àrabs Units es van convertir en els primers clients  d'aquest sistema d'armes amb 2 bateries i 96 míssils. Qatar es troba en negociacions avançades des del 2015.
Del 2008 al 2015 (2008, 2009, 2012, 2014, 2015), l'exèrcit dels EUA va posar en servei cinc bateries, entre elles una a Guam des de l'abril 2013 . L'Agència de Defensa de míssils va dir al Congrés el juny 2017 que tenia previst lliurar 52 interceptors THAAD addicionals a l'exèrcit nord-americà entre octubre 2017 i setembre 2018, amb la qual cosa el nombre total d'entregues des de mai 2011 a 210. Al gener de 2022, un total de 7 bateries estan en servei, una vuitena part està finançada al pressupost de defensa de 2021 i l'exèrcit dels EUA fins a arribar a un total de 9.
El 7 juliol de 2016, oficialment per por d'una possible capacitat d'atac nuclear dels llançadors balístics de Corea del Nord, els Estats Units i Corea del Sud van anunciar l'establiment d'una bateria THAAD a Corea del Sud a Corea del Sud. el districte de Seongju, que segueix les discussions iniciades des del 2013. Això va crea grans tensions amb la Xina, per a qui el desplegament de THAAD és només un pas més en l'estratègia de contenció dels Estats Units.  L'arribada dels primers elements va tenir lloc la nit del 7 mars 2017, l'endemà del llançament de 4 míssils balístics de Corea del Nord, 3 dels quals van caure a la ZEE japonesa. L'agència de premsa de Seül formalitza l'arribada dels primers elements de la bateria Delta del 2n Regiment d'Artilleria de Defensa Aèria el 26 avril 2017. Aquesta bateria va passar sota el comandament de la 5th Brigada d'Artilleria de Defensa Aèria el 19 octubre 2017.
Segons el lloc web especialitzat Defense News, el primer ús operatiu va tenir lloc el 17 de gener de 2022 quan, com a part d'un atac múltiple de drons i míssils de creuer i míssils balístics, un míssil balístic de mig abast utilitzat per atacar una instal·lació petroliera dels Emirats a prop la base aèria d'Al-Dhafra va ser destruïda per un míssil emiratí.
L'octubre de 2024, el president nord-americà Joe Biden va ordenar la transferència immediata de diverses bateries THAAD a Israel per ajudar el país a contrarestar possibles atacs amb míssils balístics des de l'Iran. Aquestes bateries seran operades per soldats nord-americans. Això es produeix després d'un atac massiu de gairebé 200 míssils balístics iranians a Israel unes setmanes abans. Atac que Israel no va poder contrarestar.

## Característiques

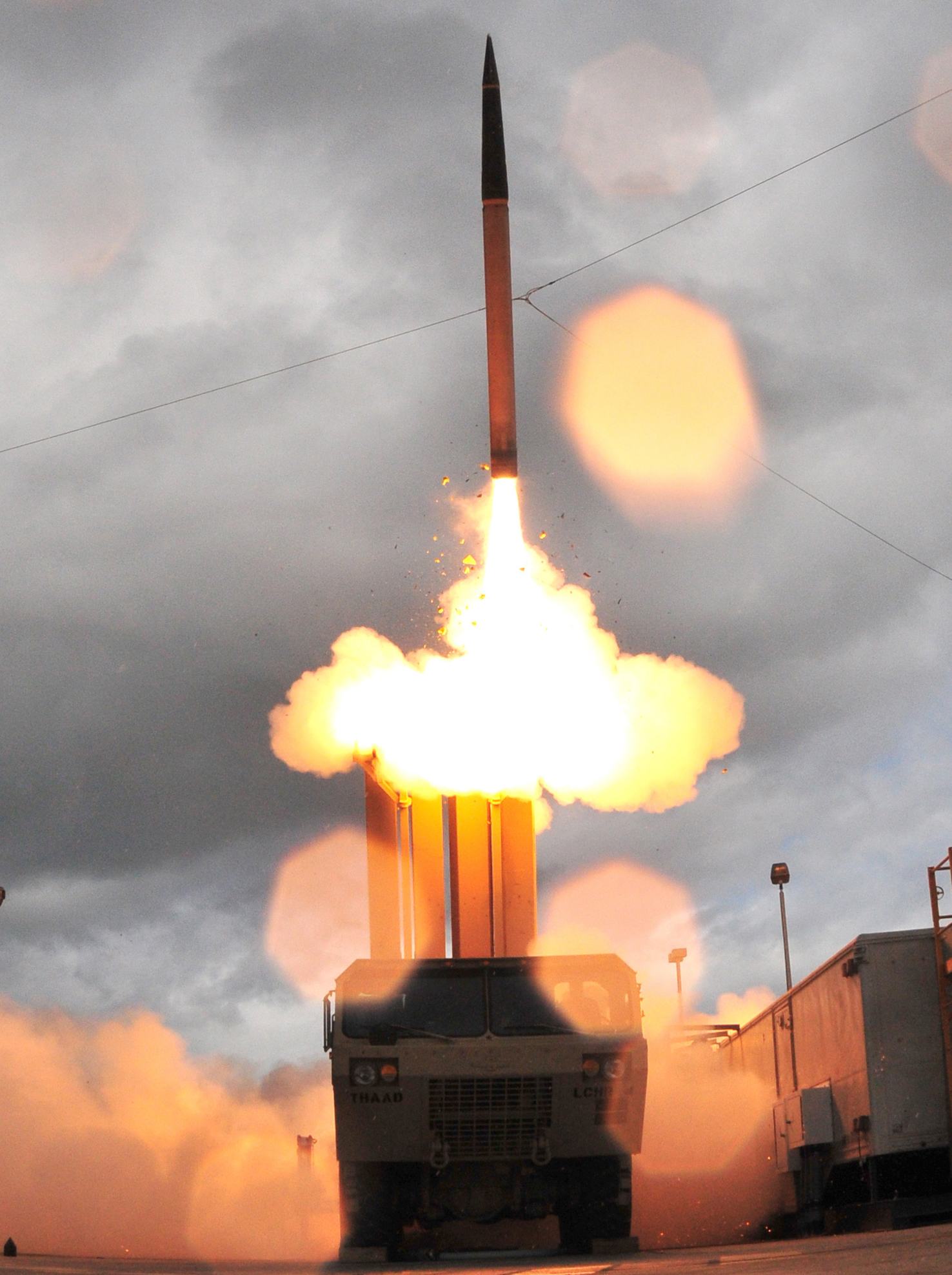
Un THAAD disparat des d'una de les vuit cèl·lules de llançament muntades en un camió tàctic de mobilitat expandida pesada.

El THAAD està dissenyat, construït i muntat per Lockheed Martin Space Systems, que és el contractista principal. Entre els subcontractistes importants hi ha: Raytheon, Boeing, Aerojet, Rocketdyne, Honeywell, BAE Systems i MiltonCAT . El seu cost de desenvolupament es va establir en 700 milions de dòlars EUA el 2004. El 2008, el cost unitari va ser d'aproximadament 9 milions de dòlars i la seva taxa de producció màxima anunciada el 2008 va ser de 3 còpies al mes. El 2015, el programa va costar 3.800 milions de dòlars.
El sistema es declara efectiu en un radi de 200 km al voltant dels llançadors i fins a 150 km d'altitud. El THAAD està dissenyat per destruir l'amenaça tant en la seva fase de vol fora de l'atmosfera com durant el seu descens a l'atmosfera.
A la seva pàgina web dedicada al sistema, Lockheed Martin afirma que " percentatge d'èxit de 100 % en missió des de les proves del 2005 ". La 15 prova va tenir lloc el 30 avril 2017.
Els míssils Patriot PAC-3 MSE es poden integrar a les bateries THAAD des del 2022.

### Sistema de tir
El sistema es basa en el tríptic " Localitzar / Identificar-Designar / Llançar ".
Les unitats de seguiment (anomenades sensors en la terminologia anglesa de la Missile Defense Agency) poden estar formades per la conjunció de :
- estacions de detecció de llarg abast de míssils balístics que entren a l'atmosfera BMEWS ;
- estacions de radar terrestre d'abast mitjà ;
- estacions de radar amb antenes actives en la banda X i instal·lades en plataformes marines ;
- satèl·lits de vigilància del sistema de seguiment i vigilància espacial (STSS) que operen per parelles a 1.350 km  d'altitud amb un període orbital de 120 minuts ;
- radars a bord dels vaixells (sistemes AEGIS).

Cada unitat de tir inclou :
- un sistema de comandament anomenat TFCC (THAAD Fire Control and Communication), responsable de les funcions ;
  - “ Identificació » (qualificació de l'amenaça i definició de la seva trajectòria) ;
  - “ Designació » (determinació i comunicació de paràmetres de trajectòria d'intercepció als llançadors i vectors) ;
- de dos a nou llançadors de vuit míssils d'atac inercial cadascun. Aquests llançadors són mòbils (remolcats per un camió tàctic de mobilitat ampliada )

Esquema del míssil THAAD.

## THAAD-ER
Des del 2006, una nova versió del míssil, el THAAD-ER ( Extended Range ) ha estat desenvolupada per Lockheed Martin i va entrar en servei a finals de la dècada del 2020 amb un finançament de mil milions de dòlars.
Aquest míssil, amb un abast millorat, té com a objectiu frustrar els planadors hipersònics ( Hypersonic Glide Vehicle ). És més gran amb 53 cm  de diàmetre i té un segon pis. es carreguen cinc còpies  en el mateix llançador que els antimíssils actuals.